# 网络文化
网络文化是一種在互聯網上產生的獨有文化。由於網路於全世界流通，各地的自身文化在被「提上」網路予人認識之外，也同時在網上被同化、融合、產生，甚至衍生成現實世界的文化，有些網上文化又會因著本身已經存在的同類演變出來，故此變化和傳送的速度很快。
現代人類文明在網路慢慢流行後續漸被影響，網路風氣有時亦會在社會中以至國際間產生巨大影響，如香港的巴士阿叔事件、冰桶挑戰、韓國歌手PSY的歌曲江南Style、黑人抬棺專業團隊等。

## 概述
網路文化一詞總括了一切在網路上發展，與現實世界成強調獨立的行為、風格、方法等集合。網路雖為一個共同體，但在各國網域內的虛擬界限內的活動，皆有明顯不同的風格和內容，但它們所體現出來的方法、過程、本質、用途等屬性，其實可能是同出一轍，例如，各國的網域內有著不同的網上語言，它們的出處、取材、用字、組合、用法、意思都不同，但是同類有著溝通、專門表達個人感受、搞笑、在文字中加用數字和符號以達象形或會意的目的、簡短日常語言等效果。

## 部分网络文化
- 迷因(Memes) (世界, Youtube、Facebook、Instagram、Twitter、Reddit等，幾乎所有一切,  音樂、飲食、神話、政治、遊戲、電影、卡通、衍生，幾乎所有一切)
- 火星文 （亞洲部分國家和地區，主要為漢語網路社群，語言，留言，留言版，討論區，衍生）
- 注音文（亞洲使用拼音、注音、假名的國家和地區，主要為台灣、日本，語言，留言，留言版，衍生）
- 表情符號（世界，語言，留言，留言版，衍生）
- 惡搞文化 （世界，次文化、多媒體、同人文化，衍生、轉移）
- 網上語言 （世界，語言，留言，留言版、討論區，衍生）
- 高登討論區（香港，集體活動，留言，討論區，衍生）
- 連登討論區（香港，集體活動，留言，討論區，衍生）
- 2ch（日本，集體活動，留言，討論區，衍生）
- 網上描繪（日本，集體活動，繪畫版，衍生）
- 网络族群文化（亚洲，IM，衍生）
- 短視頻（世界，Tiktok、Instagram、Snapchat等）
- 虛擬直播主 (Vtuber)，(亞洲部分國家和地區，主要為日本和漢語網路社群，Niconico、Bilibili、Youtube等）